# Bourg-des-Comptes

Bourg-des-Comptes este o comună în departamentul Ille-et-Vilaine, Franța. În 1 ianuarie 2022 avea o populație de 3.388 de locuitori.